# Taenaris vanhaasterti
Taenaris vanhaasterti är en fjärilsart som beskrevs av Gustaaf Hulstaert 1925. Taenaris vanhaasterti ingår i släktet Taenaris och familjen praktfjärilar. Inga underarter finns listade i Catalogue of Life.